# Munseyella ristveti
Munseyella ristveti är en kräftdjursart som beskrevs av Brouwers 1990. Munseyella ristveti ingår i släktet Munseyella och familjen Pectocytheridae. Inga underarter finns listade i Catalogue of Life.